# Gottfried Vossen
Gottfried Vossen (* 1955 in Aachen) ist ein deutscher Informatiker. Er war Vizepräsident der Gesellschaft für Informatik.

## Leben und Wirken
Vossen studierte (1974–1981), promovierte (1986) und habilitierte sich (1990) an der RWTH Aachen. In den Jahren 1991–1993 war er Professor an der Universität Gießen.
Seit 1993 hat er den Lehrstuhl für Informatik am Institut für Wirtschaftsinformatik der Westfälischen Wilhelms-Universität in Münster inne. Dort ist er zudem am European Research Center for Information Systems tätig.
Von 2004 bis 2006 war er Vizepräsident der Gesellschaft für Informatik.
Vossen ist verheiratet und hat zwei Töchter.

## Schriften (Auswahl)
- Unleashing Web 2.0. From concepts to creativity. Elsevier Morgan Kaufmann, Amsterdam 2007, ISBN 978-0-12-374034-2 (zusammen mit Stephan Hagemann).
- Datenbankmodelle, Datenbanksprachen und Datenbankmanagementsysteme. 5., überarbeitete und erweiterte Aufl. Oldenbourg Verlag, München 2008. XXI, 821 Seiten, ISBN 978-3-486-27574-2.
- Grundkurs Theoretische Informatik. 3. Aufl. Vieweg, Wiesbaden 2004, ISBN 3-528-23147-5 (zusammen mit Kurt-Ulrich Witt; früherer Titel: Grundlagen der theoretischen Informatik mit Anwendungen).
- Rechneraufbau und Rechnerstrukturen. 9. Aufl. Oldenbourg Verlag, München 2006, ISBN 3-486-27206-3 (zusammen mit Walter Oberschelp).
- Grundlagen der Transaktionsverarbeitung. Addison-Wesley, Bonn 1997, ISBN 3-89319-576-9 (zusammen mit Margret Gross-Hardt).
- Cloud-Computing für Unternehmen. Technisch, wirtschaftliche, rechtliche und organisatorische Aspekte. dpunkt-Verlag, Heidelberg 2012, ISBN 978-3-89864-808-0 (zusammen mit Thomas Hoeren und Till Haselmann).